# Giuseppe Scolari
Giuseppe Scolari, mentre in Lisbona citato anche come José Solari, (Vicenza, 1720 circa – Lisbona, 1774 circa), è stato un compositore italiano.

## Vita
Della vita dello Scolari si conosce molto poco. Dal fatto che le sue opere furono rappresentate in vari paesi europei si sa che viaggiò molto. Sarebbe stato per parecchi anni a Venezia, prima di spostarsi nel 1750 a Barcellona, ove abitò fino al 1753. Infine nel 1768 (forse già nel 1766) si stabilì definitivamente a Lisbona, dove si trovano numerosi manoscritti del compositore.
Fu il primo compositore dell'Italia settentrionale ad adottare lo stile operistico napoletano.
Durante la sua attività di compositore fu molto apprezzato grazie ai suoi drammi giocosi. Come Baldassarre Galuppi, mise in musica svariati libretti di Carlo Goldoni, che ebbero particolare successo. Goldoni scrisse per lui il libretto La cascina (1756, Venezia), e Scolari l'adattò in musica, con esiti assai apprezzati, tanto da essere conosciuta in tutta Europa. In Spagna La cascina si integrò persino nel repertorio della zarzuela sotto il nome Las queseras. Poco dopo Scolari ebbe pure un successo maggiore in Italia con un altro libretto di Goldoni, La conversazione (1758, Venezia).
Giuseppe si impegnò pure come maestro di cappella.

## Lavori

### Opere
Sono note oltre 40 opere di Scolari. L'anno e la città si riferiscono alla prima rappresentazione:
1. Il Pandolfo (commedia per musica, 1745, Venezia)
2. La fata meravigliosa (dramma giocoso, 1745, Venezia)
3. L'Olimpiade (dramma per musica, libretto di Pietro Metastasio, 1746, Teatro San Moisè di Venezia)
4. Il vello d'oro (dramma per musica, libretto di Giovanni Palazzi, 1749, Venezia)
5. Alessandro nelle Indie (dramma per musica, libretto di Pietro Metastasio, 1749, Vicenza)
6. Il filosofo chimico poeta (dramma giocoso, libretto di Antonio Palomba, 1750, Teatre de la Santa Creu, Barcellona)
7. Alessandro nelle Indie, opera di Giuseppe Scolari (1750, Barcellona)
8. Il vecchio avaro, opera di Giuseppe Scolari (1751, Barcelona)
9. L'impostore, opera di Gioacchino Cocchi e Giuseppe Scarlatti (1751, Barcellona)
10. Didone abbandonata, opera di Giuseppe Scolari (1752, Barcellona)
11. Chi tutto abbraccia nulla stringe (dramma giocoso, libretto di Bartolomeo Vitturi, 1753, Venezia)
12. Adriano in Siria (dramma per musica, libretto di Pietro Metastasio, Carnevale 1754, Venezia)
13. L'avaro schernito (dramma giocoso, revisione di Chi tutto abbraccia nulla stringe, 1754, Lugo)
14. La cascina (dramma per musica, libretto di Carlo Goldoni, 1756, Venezia)
15. Cajo Fabrizio (dramma per musica, libretto di Apostolo Zeno, 1756, Firenze)
16. Statira (dramma per musica, libretto di Carlo Goldoni, 1756, Venezia)
17. Il conte Caramella (libretto di Carlo Goldoni, 1756, Milano)
18. L'Andromaca (dramma giocoso, libretto di Giuseppe Maria Viganò, 1757, Lodi)
19. Artaserse (dramma per musica, libretto di Pietro Metastasio, 1757, Pavia)
20. Le nozze (libretto di Carlo Goldoni, 1757, Milano)
21. Le donne vendicate (libretto di Carlo Goldoni, 1757, Milano)
22. Rosbale (dramma giocoso, libretto di Francesco Silvani, 1757, Padova)
23. La conversazione (libretto di Carlo Goldoni, 1758, Venezia)
24. Il ciarlatano (dramma giocoso, 1759, libretto di Carlo Goldoni, Venezia)
25. Il finto cavaliere (dramma giocoso, revisione della precedente, 1760, Modena)
26. Lo staffiere finto nobile (operetta comica, 1760, Copenaghen)
27. L'avaro burlato (dramma giocoso, revisione di Chi tutto abbraccia nulla stringe, 1762, Copenaghen)
28. La buona figliuola maritata (dramma giocoso, libretto di Carlo Goldoni, 1762, Murano)
29. Il viaggiatore ridicolo (dramma giocoso, in collaborazione con Antonio Maria Mazzoni, libretto di Carlo Goldoni, 1762, Milano)
30. La famiglia in scompiglio (dramma giocoso, 1762, Parma)
31. Tamerlano (dramma per musica, 1763, Milano)
32. La costanza delle donne (dramma giocoso, 1764, Torino)
33. Cajo Mario (dramma per musica, libretto di Gaetano Roccaforte, 1765, Milano)
34. Il ciarlone (intermezzo, libretto di Antonio Palomba, 1765, Milano)
35. La schiava riconosciuta (dramma giocoso, in collaborazione con Niccolò Piccinni, 1765, Bologna)
36. La schiava riconosciuta (dramma giocoso, libretto di Alcindo Isaurense P. A., revisione della precedente, 1766, Venezia)
37. La donna stravagante (dramma giocoso, 1766, Venezia)
38. Antigono (dramma per musica, libretto di Pietro Metastasio, 1766, Teatro San Carlo di Napoli con Caterina Gabrielli ed Anton Raaff)
39. Il Bejglierbej di Caramania (dramma giocoso, libretto di Girolamo Tonioli, 1771, Lisbona)
40. Eponina (dramma per musica, libretto di Giovanni Francesco Fattiboni, 1772, Cadice)
41. Alle dame (burletta, 1774, Lisbona)

### Altra musica vocale
1. Serenata a sei voci (1760, Padova)
2. Già la morte (aria)
3. Sì mora l'audace (aria per tenore e orchestra)
4. Se al labbro mio non credi (aria per contralto e strumenti)
5. En ti espero dueño amado (aria)
6. Grandi è ver son le mie pene (aria)
7. Altre due arie per soprano e strumenti
8. Canzonetta nuova e geniale per soprano e basso continuo

### Musica strumentale
1. Ouverture a più strumenti
2. Sinfonia in re magg.
3. Concerto per violino in sol magg.
4. Sinfonia